# Phyllanthus debilis
Phyllanthus debilis là một loài thực vật có hoa trong họ Diệp hạ châu. Loài này được Klein ex Willd. miêu tả khoa học đầu tiên năm 1805.

## Hình ảnh

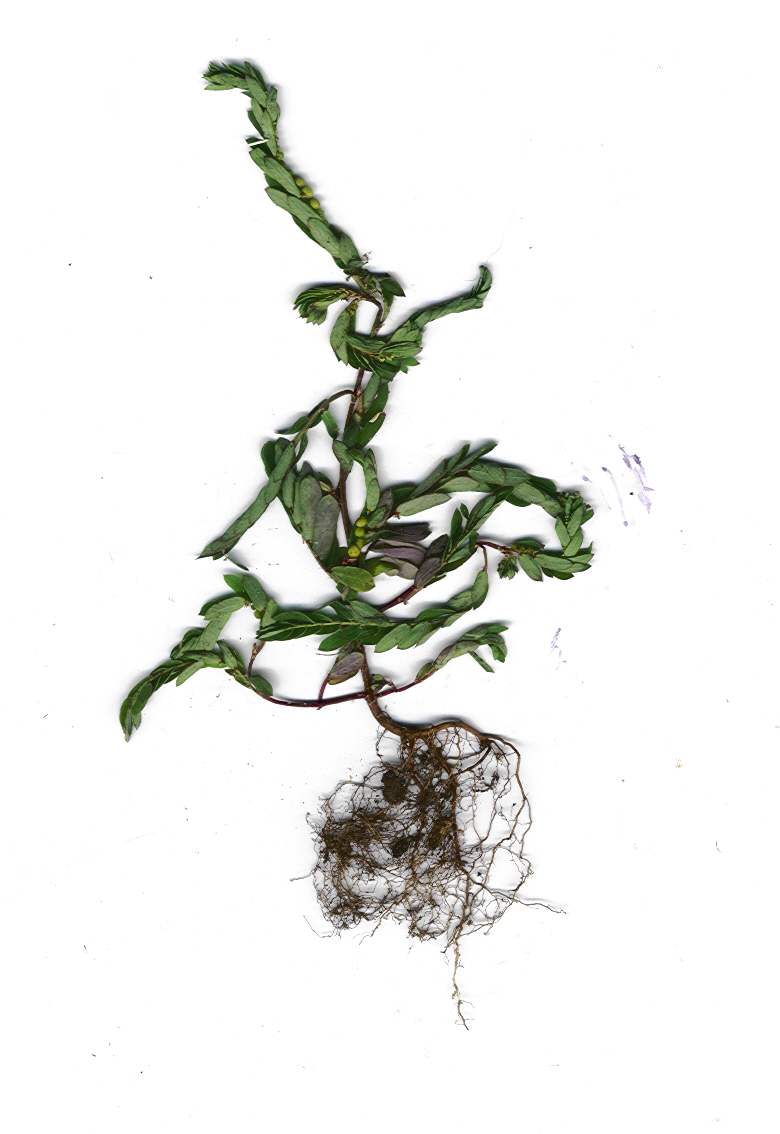
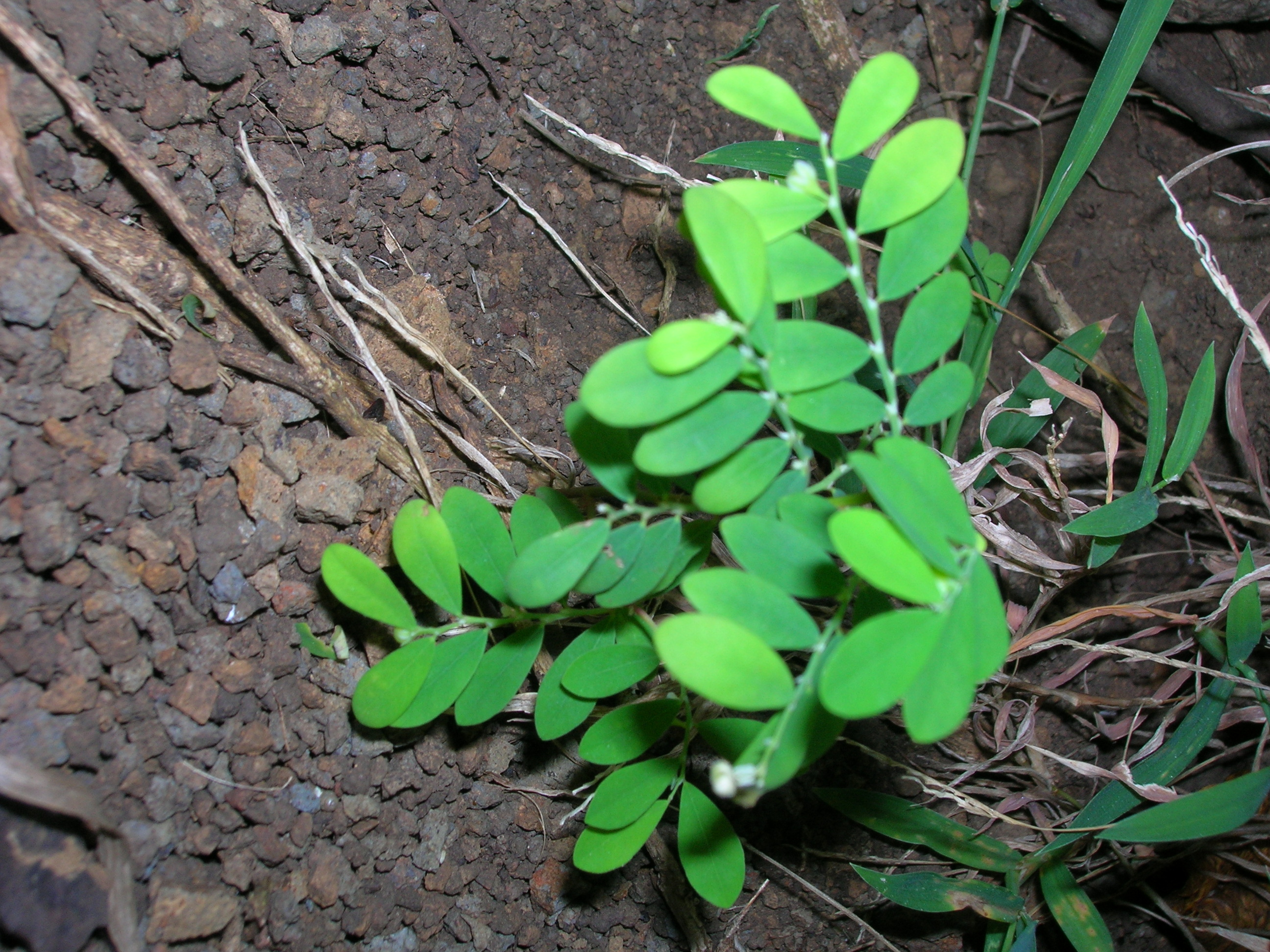
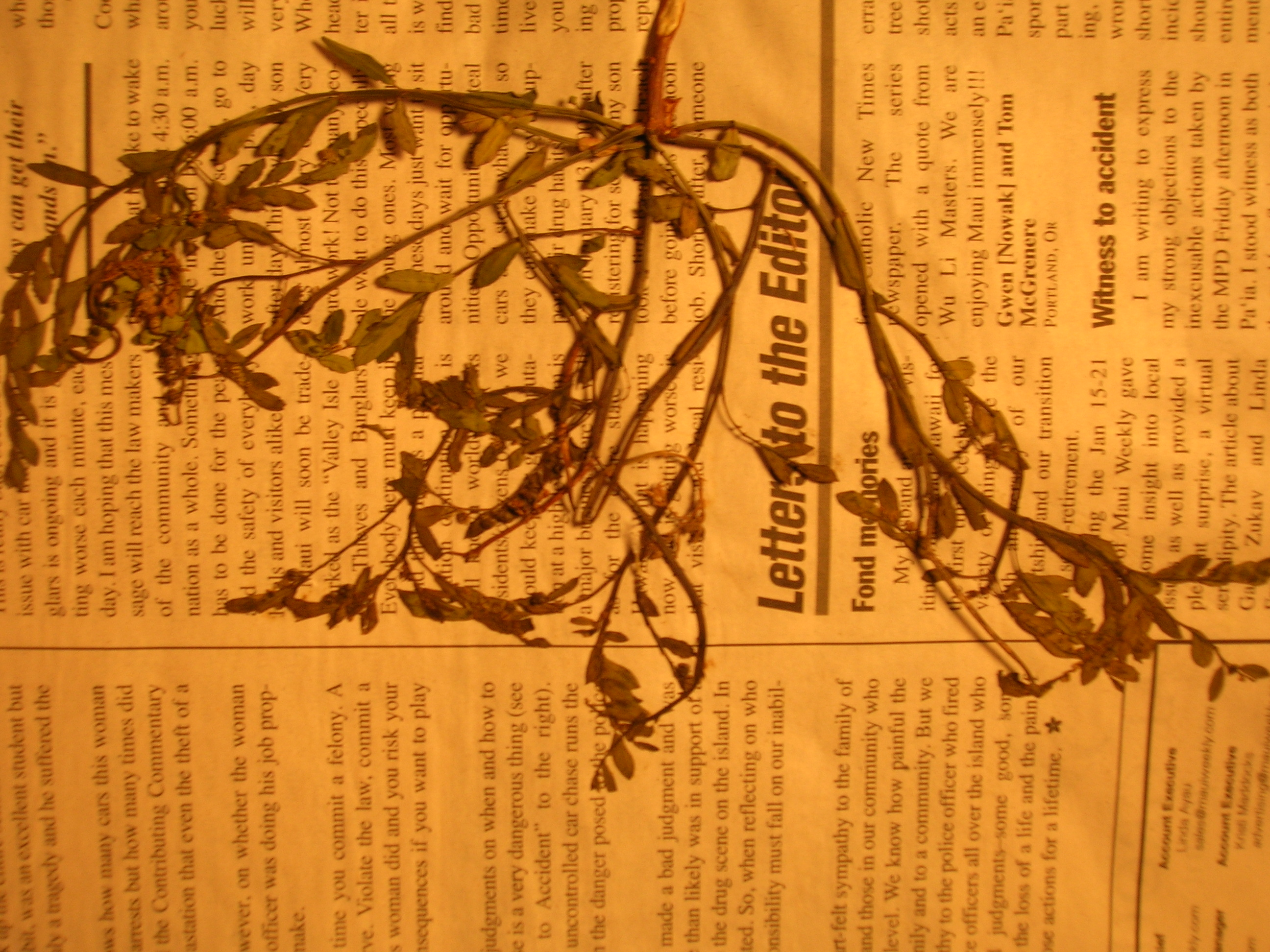
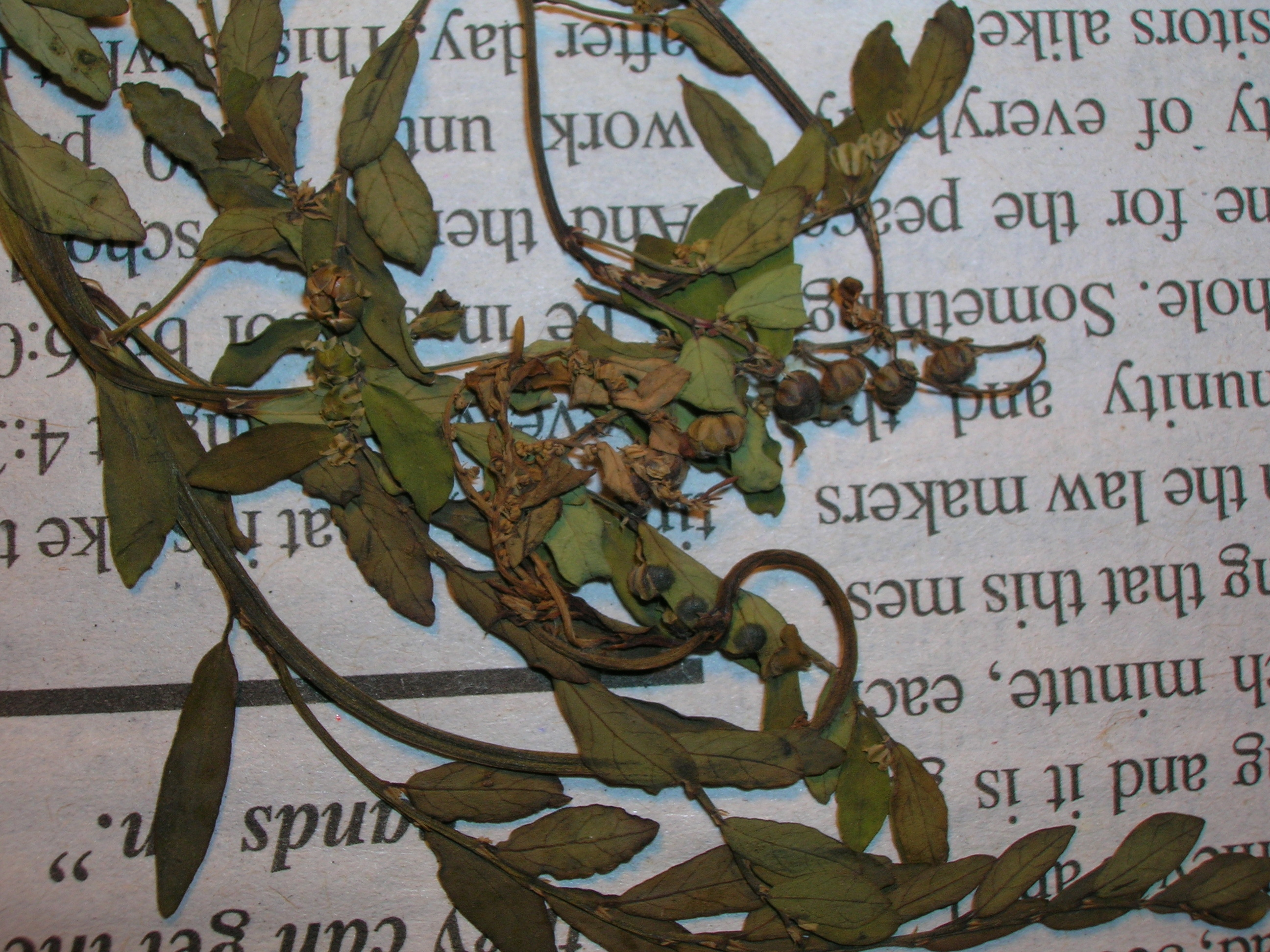